# Piel CP-30
Die Piel CP-30 Emeraude (dt. Smaragd) ist ein Sportflugzeug des französischen Konstrukteurs Claude Piel.

## Geschichte
Die Emeraude entstand in Konkurrenz zur Jodel D11 als einfaches und preiswertes Sportflugzeug. Der Erstflug des mit einem Continental A65 Boxermotor mit 48 kW ausgestatteten Prototypen F-WFVY fand am 19. Juni 1954 statt. Die späteren Serienmodelle besaßen außer geänderten Seitenrudern und Tragflächen überwiegend den stärkeren Continental C90-12F Motor mit 70 kW. Die am häufigsten gebaute Version CP-301A erhielt anstelle einer seitlich zu öffnenden Cockpithaube eine Vollsichtschiebehaube, was die Sichtverhältnisse wesentlich verbesserte. In Deutschland wurde das Flugzeug am 1. Oktober 1958 zugelassen und zum Beispiel von Schempp-Hirth und Binder Aviatik in Lizenz produziert. Es wurde daneben auch in Großbritannien und Südafrika gebaut. Die Version CP-301E folgte 1961 und war mit dem wiederum stärkeren Rolls-Royce Continental O-200-A mit 74 kW ausgerüstet.

## Konstruktion
Die Emeraude ist ein zweisitziger Tiefdecker mit nicht einziehbarem Spornrad in Holzbauweise. Im breiten Rumpf sind die Sitze nebeneinander installiert und mit einer Doppelsteuerung ausgerüstet. Die elliptischen Tragflächen mit NACA-23012-Profil sind mit Landeklappen, das Fahrwerk mit Stoßdämpfern ausgerüstet.

## Nutzung
Die Maschine mit ihren guten Flugeigenschaften kam als Schul, Sport- und Schleppflugzeug für Segelflugzeuge zum Einsatz.

## Versionen
- CP-30 – Prototyp mit Continental A65 Triebwerk (1 gebaut)
- CP-301
  - CP-301A – Erste Serienversion mit Continental C90 Triebwerk (118 gebaut)
  - CP-301B – Version von Rousseau mit verschiebbarer Cockpitkanzel und anderen Änderungen (23 gebaut)
  - CP-301C – Version von Scintex mit runder Cockpitkanzel und geändertem Rumpf, Flügeln und Heck (84 gebaut)
  - CP-301S – Version von Schempp Hirth mit verschiebbarer Cockpitkanzel, Rückenflosse und anderen Änderungen (25 gebaut)
- CP-304 – Selbstbauversion mit Continental C85 Triebwerk
- CP-305
- CP-308
- CP-315 – Version mit 78-kW Potez Triebwerk. Nur eine gebaut von Scintex Aviation.
- CP-320 – Emeraude Rumpf mit Super Emeraude Flügeln
  - CP-320A – CP-320 mit gepfeilte Heckflosse
- CP-321 – CP-320 mit Potez Triebwerk
- CP-323
- CP-324 – Emeraude Club mit JPX 2100 Triebwerk
- CP-1310 – Super Emeraude von Scintex mit Continental O-200 (23 gebaut)
- CP-1315 – Super Emeraude mit Potez 4E Triebwerk (17 gebaut)
- CP-1320 – Super Emeraude mit Kabine und Flügeln der Piel Diamant
- CP-1330 – Super Emeraude mit Lycoming O-235 Triebwerk

### Britische Produktion
Garland-Bianchi Linnet – Entwurf auf Basis der Piel Emeraude mit 90 PS Continental C-90-14F Triebwerk, 2 gebaut.
Fairtravel Linnet – Version mit 100 PS Rolls Royce Continental O-200-A Triebwerk, 3 gebaut

## Technische Daten
| Kenngröße             | Daten CP-301                              |
| --------------------- | ----------------------------------------- |
| Besatzung             | 1                                         |
| Passagiere            | 1                                         |
| Länge                 | 6,33 m                                    |
| Spannweite            | 8,32 m                                    |
| Höhe                  | 1,80 m                                    |
| Flügelfläche          | 11,0 m²                                   |
| Flügelstreckung       | 6,3                                       |
| Leermasse             | 390 kg                                    |
| max. Startmasse       | 650 kg                                    |
| Reisegeschwindigkeit  | 180 km/h                                  |
| Höchstgeschwindigkeit | 210 km/h                                  |
| Dienstgipfelhöhe      | 4000 m                                    |
| Startstrecke          | 210 m                                     |
| Landestrecke          | 125 m                                     |
| Reichweite            | 1000 km                                   |
| Triebwerke            | 1 × Continental C90-12F mit 70 kW (95 PS) |